# Skalský Dvůr
Skalský Dvůr je hotel vystavěný na místě původního panského dvora se zámečkem. Nachází se mezi Bystřicí nad Pernštejnem a Novým Městem na Moravě, v jižní části katastrálního území Lhota, spadající pod obec Lísek, téměř na břehu Skalského rybníka, na hranici CHKO Žďárské vrchy.

## Historie

### Panský dvůr
Počátky původního panského dvora patrně sahají až do přelomu 16. a 17. století. Za jeho založení zřejmě stál tehdejší majitel bystřického panství Václav Ples Heřmanský ze Sloupna. Původním názvem se asi jednalo o Lhotecký dvůr, který je poprvé zmiňován roku 1609, kdy jej od poručníka dětí Zikmunda Jana Plesa odkoupil Jan Čejka z Olbramovic a na Polici. Následně docházelo k častému střídání, až panství v roce 1731 zakoupil Arnošt Matyáš Mitrovský z Mitrovic a Nemyšle.
V polovině 18. století prošel dvůr barokní přestavbou. Došlo tak ke vzniku uzavřeného komplexu budov okolo velkého nádvoří. Reprezentativní prostory se nacházely ve východním křídle dvora. Střední část křídla, patrová obdélná budova, byla upravena pro případný pobyt vrchnosti, takže svým vzhledem připomínala zámeček či letohrádek, ačkoliv dobové prameny tuto funkci výslovně neuvádějí. Ve středu budovy se nacházel valeně klenutý průjezd do nádvoří. Nad portálem průjezdu byla umístěna kartuš se znakem Mitrovských z Nemyšle. Střed zámečku navíc zvýrazňoval trojúhelníkový štít s hodinami, umístěný nad římsou první patra. V přízemí se nacházely hospodářské místnosti a byt panského služebníka. Většinu interiérových prostor patra zaujímal oválný sál, ve zbytcích se nacházely čtyři místnosti – předsíň, do níž ústilo schodiště, a trojice panských pokojů. Ploché stropy místností zdobil štuk. Celý objekt zakončovala sedlová střecha s dvojicí symetricky umístěných vikýřů.
Až do 20. let 20. století tvořil Skalský dvůr spolu se dvory v Domanínku, Vojetíně, Rozsochách a Novými dvory součást velkostatku Dolní Rožínka, majetku hraběte Vladimíra Mitrovského. V rámci pozemkové reformy po roce 1919 došlo k rozparcelování velkostatku a část pozemků byla prodána.
K první parcelaci Skalského dvora došlo v roce 1923, druhá pak proběhla v letech 1925 – 1926 a celkově se jednalo o 15 ha orné půdy. Zbytkový statek spolu se zámečkem zůstal v majetku Mitrovských do roku 1945 a po odchodu Mitrovských z republiky přešel do státní správy. Dne 10. dubna 1946 podal místní národní výbor na okresní národní výbor Nové Město na Moravě žádost o konfiskaci Skalského dvora. O budovy a pozemky se následně mělo starat Hospodářsko-potravinářské družstvo, které tvořili drobní zemědělci ze Lhoty, členové Jednotného svazu českých zemědělců. V roce 1947 odsud odešli všichni dosavadní zaměstnanci a zůstal zde jen šafář. Od roku 1950 se o dvůr staral Státní semenářský statek Dolní Rožínka. Od té doby procházely hospodářský dvůr i obytné budovy devastací.

### Hotel
V roce 1976 přešel dvůr do trvalého a bezplatného vlastnictví JZD Bohuňov. V té době již byly budovy značně zchátralé, takže JZD se rozhodlo nabídnout farmu jako rekreační zařízení některému velkému podniku. Mezi zájemci byly např. Agrozet Brno či Zemědělské stavební sdružení Blansko, ale nejvážnějším zájemce se nakonec stalo Federální ministerstvo zemědělství a výživy (FMZVŽ). Zde se průkopníkem přestavby dvora stal Josef Svobodník, dále pak pánové ing. Rádl a ing. Kyslík. V roce 1978 zpracovala Architektonická služba Brno, resp. vedoucí projektant ing. arch. V. Pšíkal, studii na přestavbu dvora. Ta byla založena na rekonstrukci stávajících budova a dostavbě ubytovací části.
O přestavbě bylo rozhodnuto v roce 1979. Majitelem se stalo FMZVŽ a bohuňovské JZD by jej po ukončení výstavby provozovalo. Vzhledem k velmi špatnému stavu budov bylo nakonec rozhodnuto o demolici všech budov, mimo dnešního tzv. Šafářova domu. Dne 25. listopadu 1980 byla podepsána smlouva mezi FMZVŽ, Krajskou zemědělskou správou (KZS), Okresní zemědělskou správou (OZS) a bohuňovským JZD. Hlavní dodavatel stavebního materiálu se stalo Stavební sdružení Žďár nad Sázavou, hlavní projektantem pak Agroprojekt Brno, pod vedení ing. arch. Dohnala. V červenci 1981 proběhlo vyklizení objektů dvora a zámečku a jeho následné demolice. Od 1. srpna probíhala výstavba hotelu a školícího střediska. Vedoucím stavby byl zpočátku ing. Špatka, od roku 1982 pak Ladislav Popelka. Na podzim 1981 došlo ke zjištění, že nebude možné zachránit ani Šafářův dům, který v době státního statku sloužil jako sklad umělých hnojiv. Před jeho demolicí došlo k přesnému zaměření jednotlivých částí budovy a ta byla posléze postavena znovu podle původní dispozice, včetně kleneb.
Dne 20. května 1985 byl zahájen zkušební provoz hotelu. K dokončení stavby došlo 31. srpna téhož roku a v září byl převeden do trvalého užívání. V roce 1988 došlo k vybudování tenisových a volejbalových kurtů.
Další dostavby v areálu bývalého dvora probíhaly v letech 2000 – 2009, zároveň s celkovou rekonstrukcí hotelu. V letech 2002 – 2003 došlo k výstavbě krytého bazénu a k rekonstrukce sauny a v letech 2006 – 2007 podle projektu ing. arch. Louby k vybudování konferenčního a společenského sálu s obytnou terasou na střeše. Od roku 2014 procházely rekonstrukcí interiéry jednotlivých hotelových pokojů.

## Přístup
Skalský Dvůr se nachází při silničce spojující Lísek se silnicí I/19, u hotelu je umístěna i autobusová zastávka Lísek, Skalský Dvůr. Cyklisty sem přivádí cyklotrasa 19 od Vojtěchova na Lísek.